# Rutenoceno
El rutenoceno es un compuesto organometálico de rutenio de fórmula (C5H5)2Ru. Este sólido volátil, amarillo pálido, se clasifica dentro de los denominados compuestos sándwich y, más específicamente, como un metaloceno.

## Estructura y enlace
El rutenoceno consta de un ion de rutenio intercalado entre dos anillos de ciclopentadienilo. Cuenta con un centro de rutenio unido simétricamente a los planos de los dos anillos de ciclopentadienilo cuya distancia de enlace Ru-C es de 221 pm. Está estrechamente relacionado con el compuesto isoelectrónico ferroceno.
En contraste con el ferroceno, en el que los anillos de ciclopentadienilo están en una conformación alternada, el rutenoceno cristaliza  con una conformación eclipsada. Esta diferencia se debe al mayor radio iónico del rutenio, lo que aumenta la distancia entre los anillos de ciclopentadienilo, disminuyendo así las interacciones estéricas y permitiendo una conformación eclipsada estable. En disolución, estos anillos giran con una barrera energética muy baja.

## Síntesis
El rutenoceno fue sintetizado por primera vez en 1952 por Geoffrey Wilkinson, premio Nobel de química, que había colaborado en la asignación de la estructura del ferroceno solo un año antes. Originalmente, el rutenoceno fue preparado por la reacción de tris(acetilacetonato)rutenio(0) con  exceso de bromuro de ciclopentadienilmagnesio:
El rutenoceno también se puede preparar por reacción del ciclopentadienuro de sodio con cloruro de rutenio (preparado a partir de rutenio metálico y cloro in situ):
{\displaystyle \mathrm {2\ RuCl_{3}\ +\ 6\ NaC_{5}H_{5}\ {\xrightarrow {Ru,\ \Delta }}\ 3\ Ru(C_{5}H_{5})_{2}\ +\ 6\ NaCl\ } }
Paso por paso, la síntesis consistiría en:

## Propiedades químicas
El rutenoceno normalmente se oxida cediendo dos cambio de electrones, en lugar de uno. La oxidación con un solo electrón tanto del rutenoceno como del osmoceno nos hace pasar de tener un compuesto de 18 electrones, a uno de solo 17. Estos cationes no son estables como monómeros y dimerizan rápidamente. Sin embargo, el derivado de rutenoceno con todo grupos metilos en vez de hidrógenos (el (C5Me5)2Ru) se puede reducir usando tetrafluoroborato de plata (AgBF4) a -30 °C:
{\displaystyle \mathrm {Ru(C_{5}Me_{5})_{2}\ {\xrightarrow {(AgBF_{4},\ 243\ K)}}\ [Ru(C_{5}Me_{5})_{2}]^{+}\ } }
También se ha investigado el uso del rutenoceno como  un fotoiniciador para reacciones de polimerización.
Como el rutenoceno se trata de un metaloceno muy similar al ferroceno, también da reacciones de sustitución electrófila aromática en el anillo de ciclopentadienilo.